# Jim Mothersbaugh
James Mothersbaugh (nascido em 18 de janeiro de 1956) é um engenheiro eletrônico e ex-músico americano. Ele foi o segundo baterista da banda new wave Devo, substituindo Rod Reisman que tocou em apenas um show. Mothersbaugh se juntou a Devo com seus irmãos mais velhos, Bob e Mark. Ele esteve na banda de 1973 a 1976.
Mothersbaugh aparece em várias demos iniciais do Devo. Mais tarde, ele se apresentou como técnico de equipamentos para a banda na turnê de 1980 e trabalhou na Roland durante grande parte da década de 1980 ajudando a desenvolver a tecnologia MIDI.
Atualmente, ele é o presidente da Circle Prime Manufacturing, uma empresa de fabricação de eletrônicos em Cuyahoga Falls, Ohio, que produziu dispositivos para os militares, aeroespaciais e clientes comerciais dos EUA. Ele mora em Akron, Ohio, criando seu filho Jacob e sua filha Rachel. Ele faz aparições no DEVOtionals - um encontro anual de fãs do Devo em Ohio, realizado em Akron e Cleveland.